# كافاليس
كافاليس (الكهفية في اللهجة المحلية) هي مدينة من 4004 نسمة في ترينتينو شمال إيطاليا ،منتجع تزلج والمركز الرئيسي في وادي فييمي. وهي جزء من Magnifica Comunità di Fiemme (مجتمع فيالرائع)، وهي جنبًا إلى جنب مع بريدازو، المركز الإداري والثقافي والتاريخي للوادي.المدينة هي موقع سياحي مشهور، خلال فصل الشتاء للتزلج الريفي والتزلج على جبال الألب، وخلال الصيف للرحلات.كان التلفريك من كافاليس إلى جبل سيرميس القريب موقعًا لحادثين رئيسيين لسيارات الكابلات، أحدهما في عام 1976 والآخر في عام 1998.

## تاريخ
من الممكن أن تعود أصول كافاليس إلى العصر البرونزي ، مع إنشاء مستوطنة صغيرة. تطورت القرية المناسبة خلال القرن الثاني عشر، مع إنشاء مطاحن ومناشر وحدادين لتصنيع النحاس على طول جدول غامبيس. في ذلك الحين ، كان وادي فييمي يحكمه أسقف ترينتو ، مما سمح باستقلالية واسعة للمجتمع المحلي (من هنا اسم Magnifica Comunità di Fiemme). خلال القرنين السادس عشر والسابع عشر، أصبح كافاليس منتجع لقضاء العطلات للأساقفة والأرستقراطيين من المنطقة، الذين ساهموا بشكل كبير في تطوير القرية. سيصبح قصر الأساقفة في النهاية مسكنًا للمجتمع العظيم خلال القرن التاسع عشر.
و خلال القرن العشرين ، وبالأخص في السنوات التي إثر انتهاء الحرب العالمية الثانية ، شهدت المدينة نمواً مثيراً للإعجاب بفضل تطوير صناعة البناء والحرفية والسياحة، مع إنشاء العديد من الفنادق وسبل الاتصال التي يسهل الوصول إليها.
و كان التلفريك من كافاليس إلى جبل سيرميس القريب موقعًا لحادثين رئيسيين في التلفريك ، أحدهما في عام 1976 والآخر في عام 1998 (بسبب قيام طائرة مشاة البحرية الأمريكية نورثروب غرومان EA-6B بقطع الكابل أثناء تدريب، مما أدى عن مقتل 20 شخصًا). في كلا الحالتين، سقطت السيارة، المنحدرة من سيرميس، على الأرض.

## الديموغرافيا
تشهد كافاليس تطورًا ديموغرافيًا ثابتًا: من 2801 نسمة في عام 1921، تجاوزت مؤخرًا عتبة 4000 نسمة. 

## اقتصاد
يشغل القطاع السياحي دورًا بارزًا في النشاط الاقتصادي، مع وجود العديد من الفنادق والمطاعم ومنتجعات التزلج.ومن الأهمية بمكان صناعة البناء والحرفية (الخشب والحديد والرخام) ومصنع الجبن الاجتماعي.

## مشاهير
- نارسيسو برونزيتي (1821-1859) ، مواطن إيطالي قاتل في حرب الاستقلال الثانية مع أخيه بليد.
- جيوفاني أنطونيو سكوبولي (1723-1788) طبيب وعالم طبيعة
- مايكل أنجلو أونتربرجر (1695-1785) رسام باروكي
- إجناز أونتربيرجر (1748-1797) فنان
- بينيديتو ريكابونا دي رينشينفيلس (1807-1879) أمير النمسا أسقف ترينتو

## معرض الصور

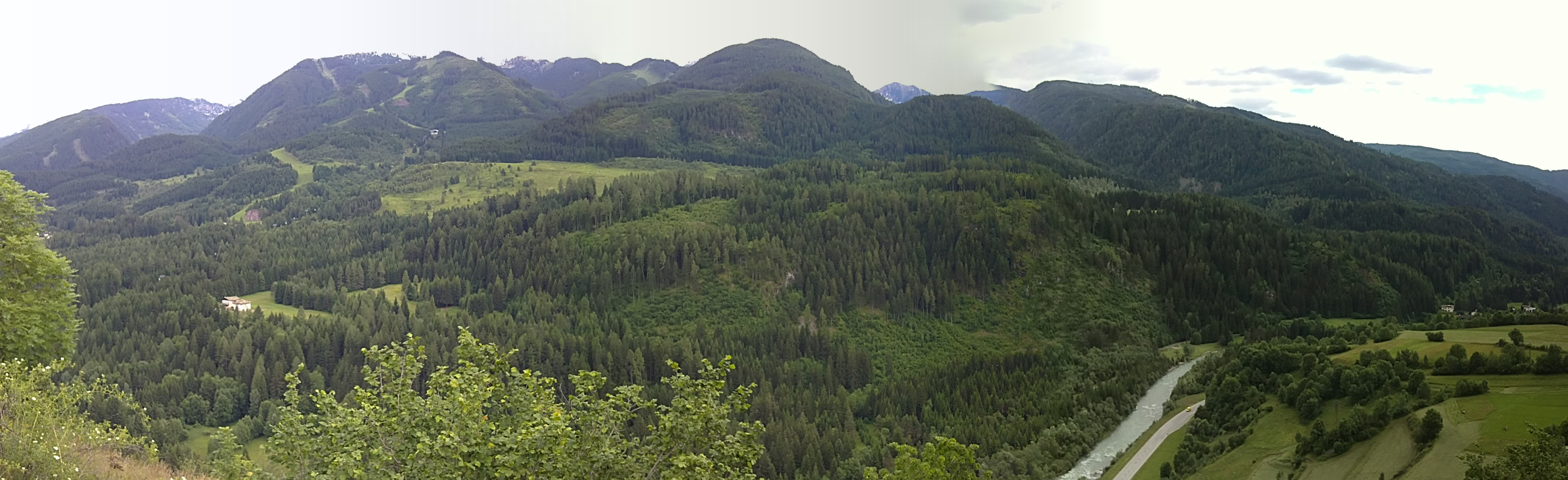
بانوراما من Parco della Pieve
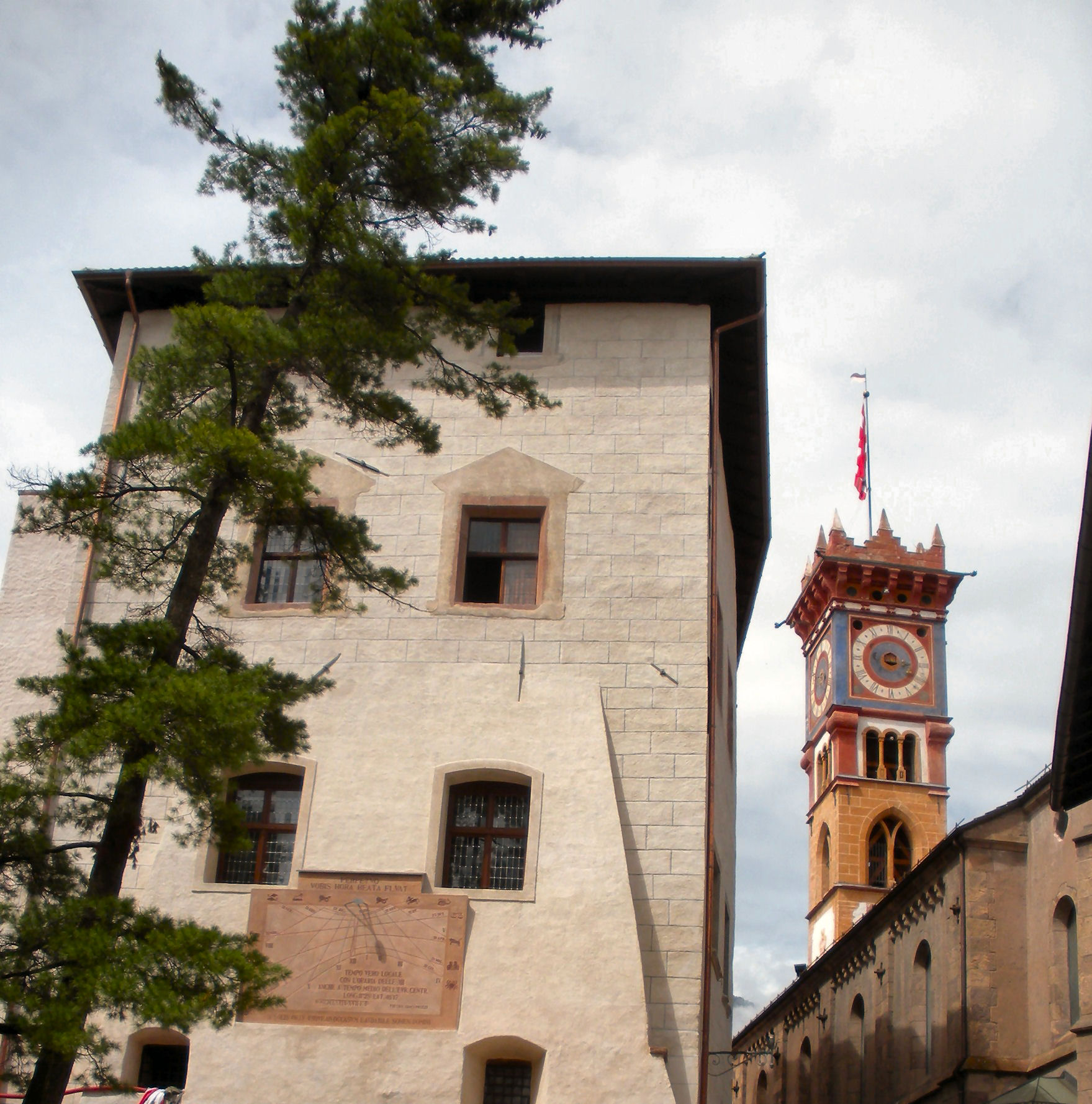
برج سيفيك
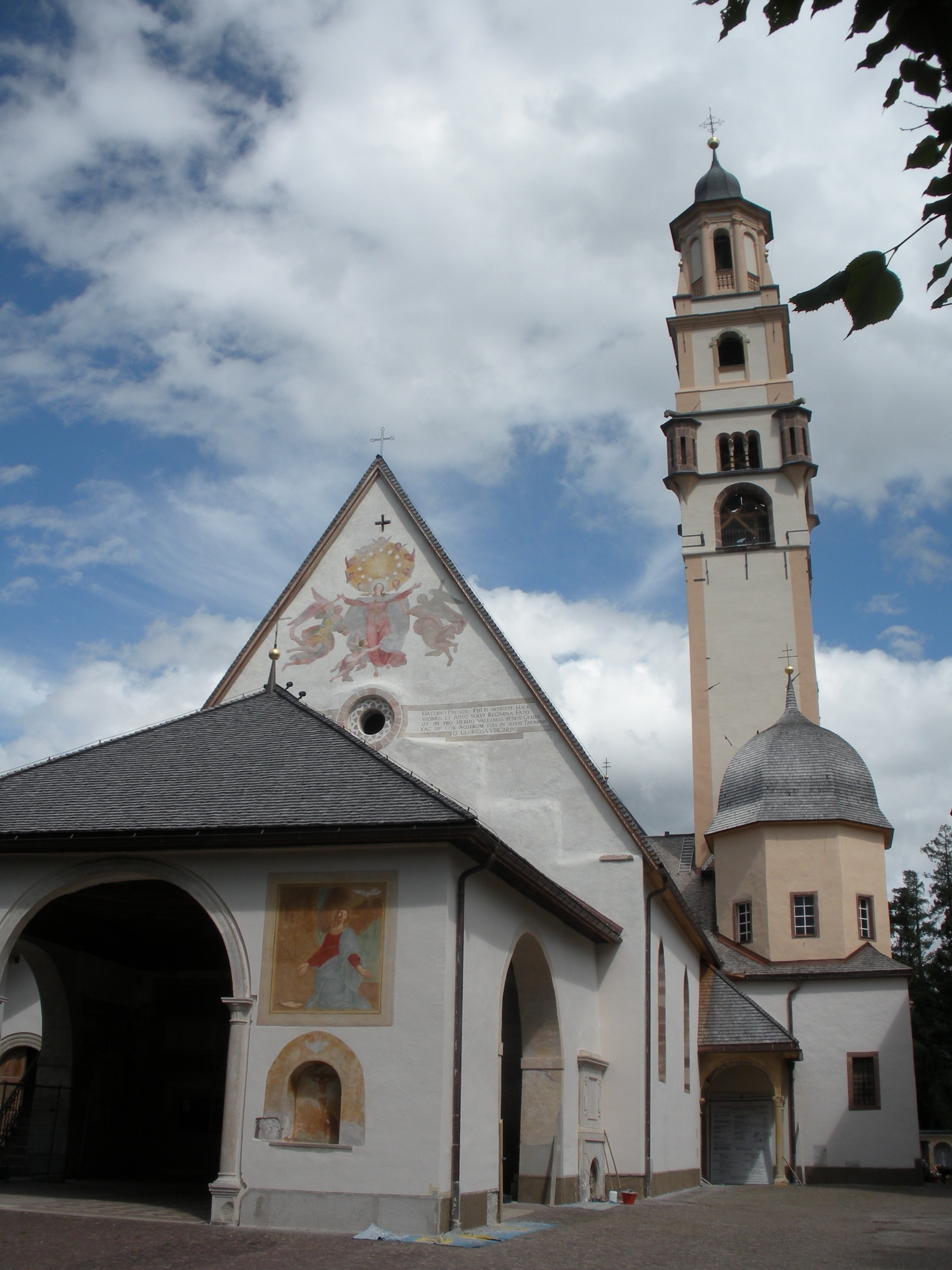
كنيسة أبرشية سانتا ماريا أسونتا
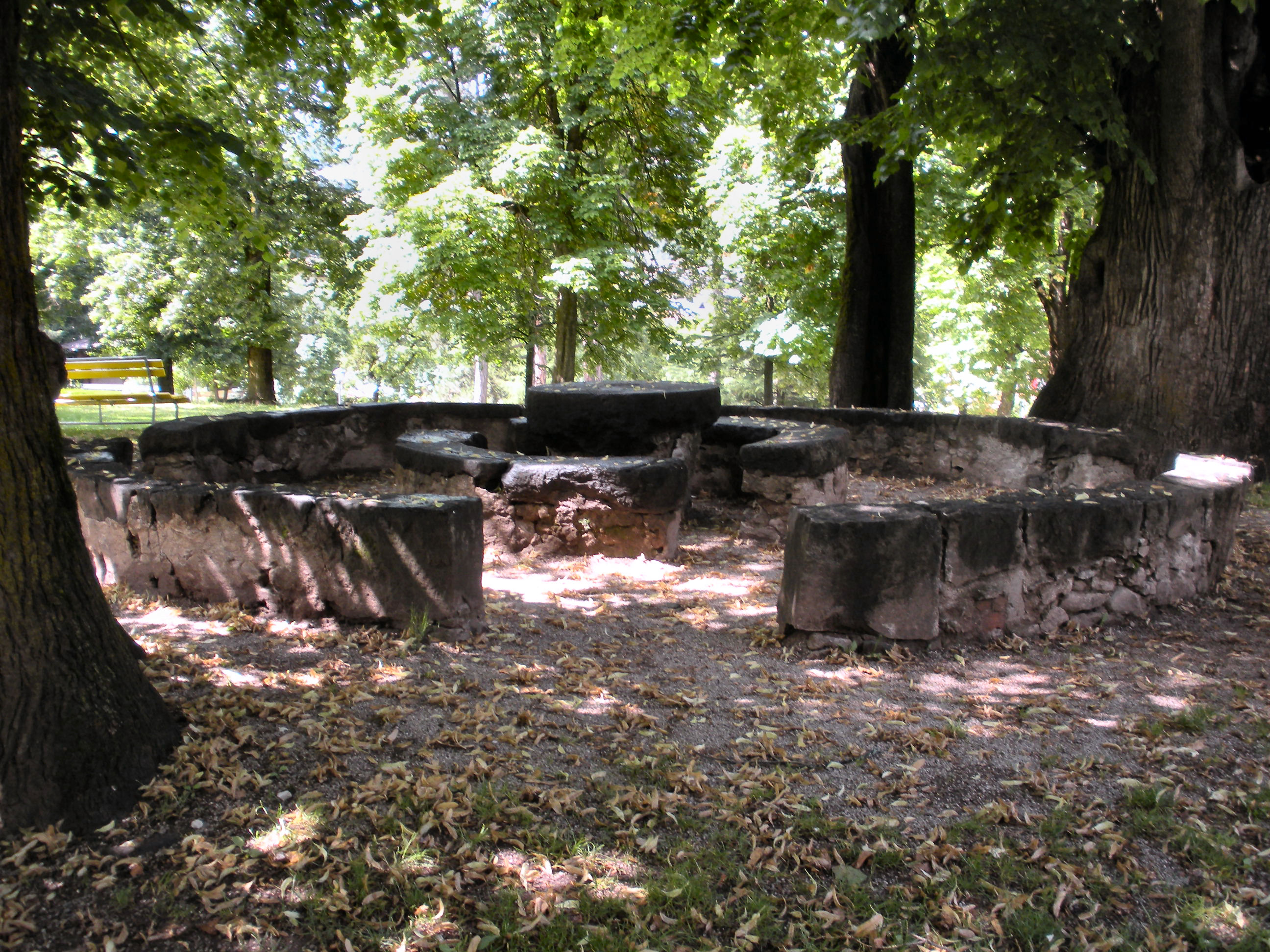
"بانكو ديلا ريسون"
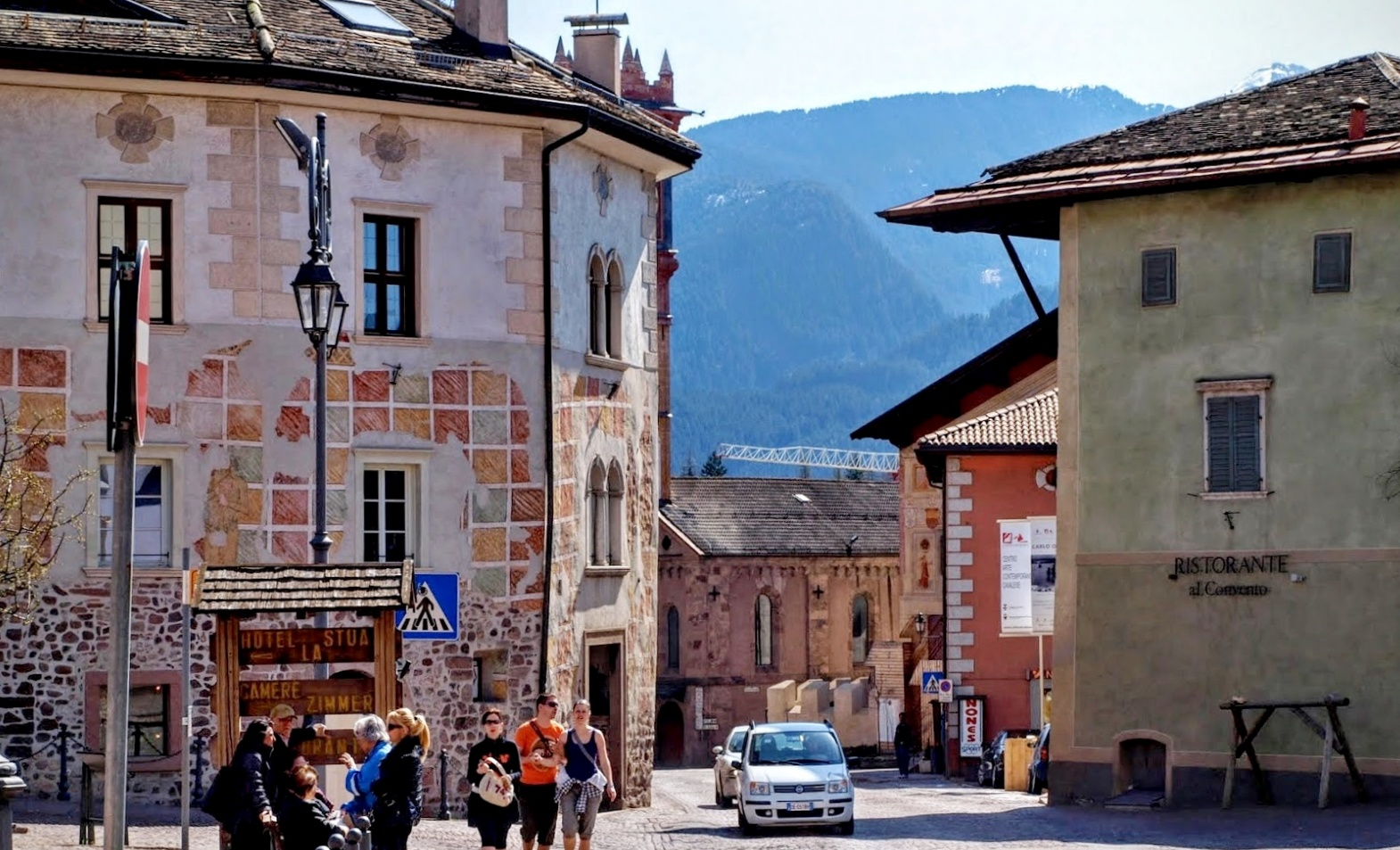
Piazza dei Francescani